# Сосфен
Сосфен (*Σωσθένης, д/н —277 до н. е.) — цар Македонії у 279—277 роках до н. е.

## Життєпис
Про походження існують різні відомості: за одними він належав до династії Антипатридів, за іншими — мав аристократичне, а не царське походження. 279 року до н. е., скориставшись слабкістю царя Антипатра Етеса, що не зміг протидіяти вторгненню кельтів. Сосфен, що був стратегом, влаштував заколот, поваливши Антигона, який втік до Лісімаха у Фракії.
Спочатку зумів успішно організувати оборону проти кельтів, зміцнивши військову та центральну владу. 278 року до н. е. завдав поразки вождю кельтів Болгію. Але вже 277 року до н. е. зіткнувся з потужним вторгненням супротивника на чолі із Бренном, який сплюндрував Македонію і Фессалію.
До того ж Сосфен вимушений був воювати з претендентами на македонський трон — Птолемеєм, сином Лісімаха, та Антигоном Гонатом. В розпал цих подій Сосфен за невідомих обставин помер. Невдовзі Антигон Гонат завдав поразки кельтам й став царем Македонії.